# Broabetslet
Broabetslet är ett arkeologiskt gravfynd, daterat till 800-talet. Fyndet gjordes i en grav i Broa i Halla distrikt, Gotland. I graven återfanns resterna av en mansperson och en häst. Hästens betsel var förgyllt och konstnärligt utsmyckat. Betslet, som återfanns 1899. 2015 utgavs ett svenskt frimärke med Broabetslet som motiv.

## Broabetslet monterade på ny läderrem

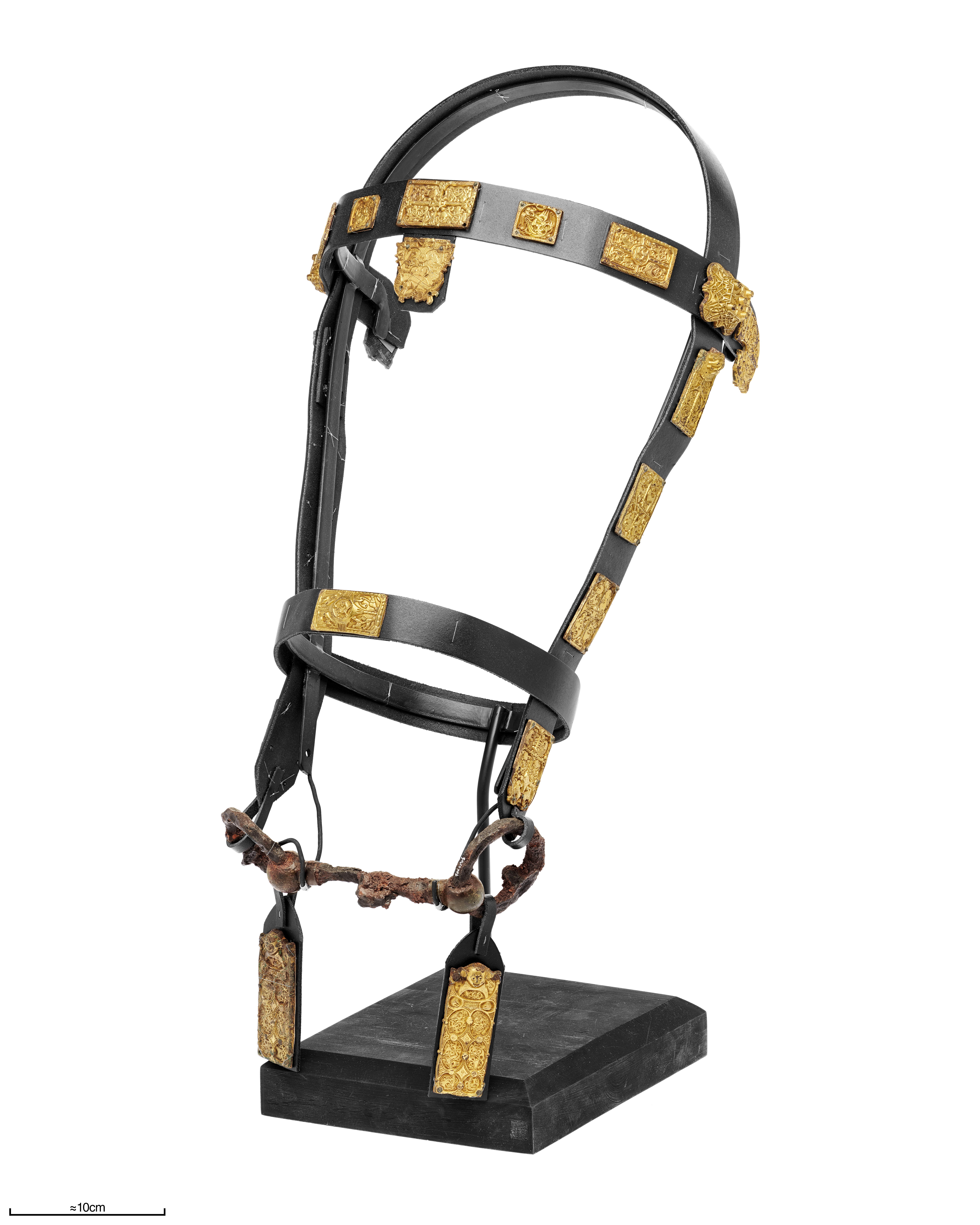
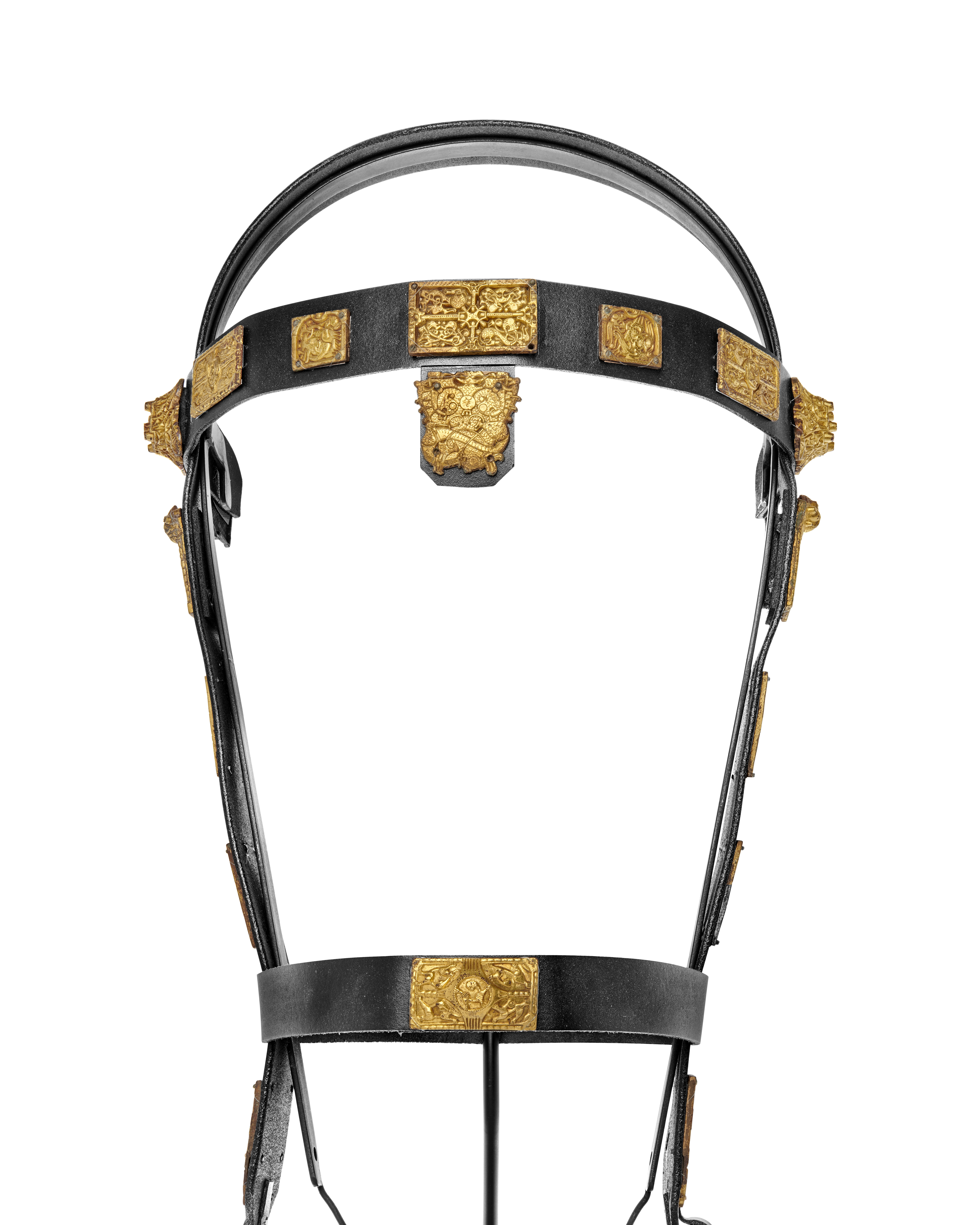
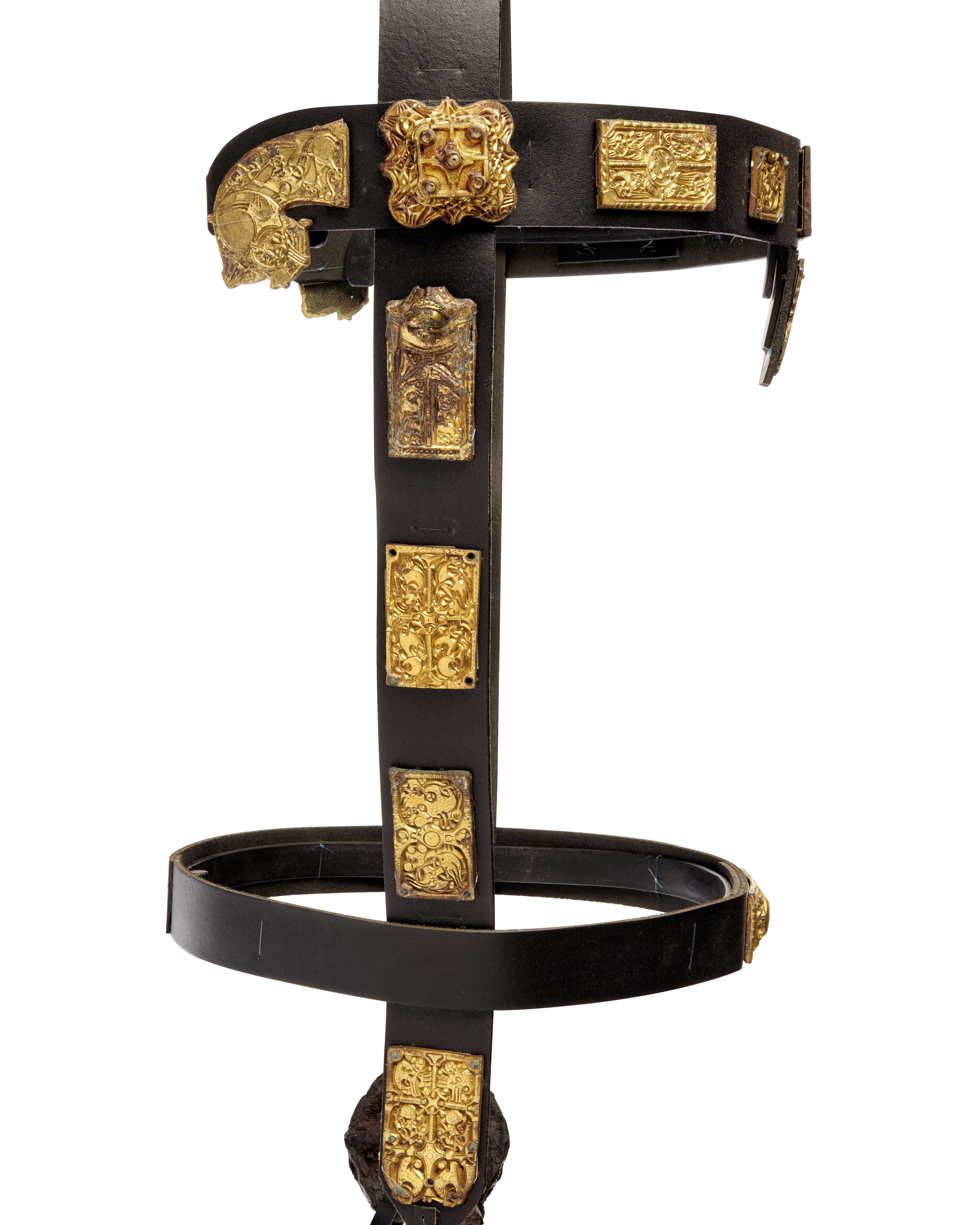
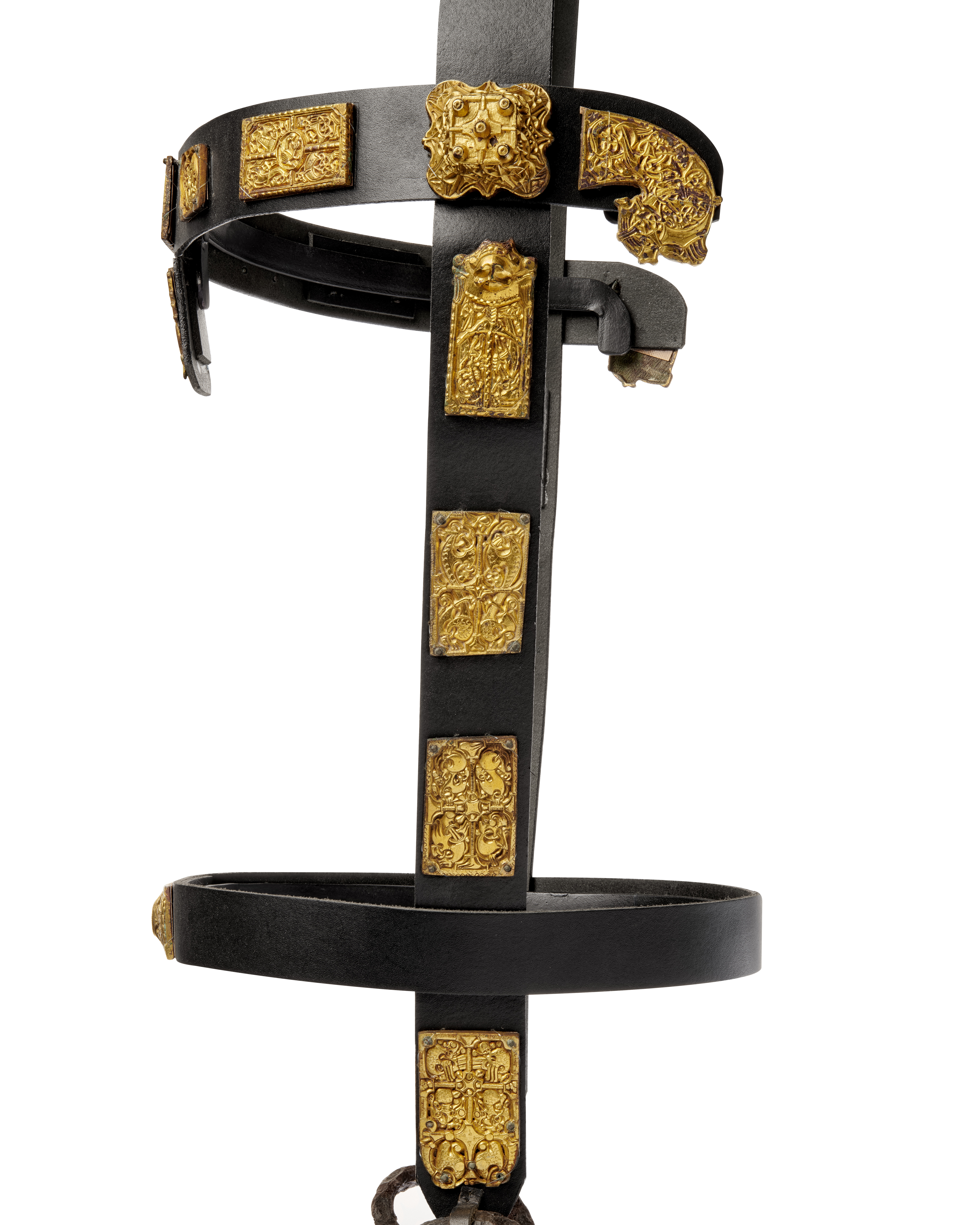
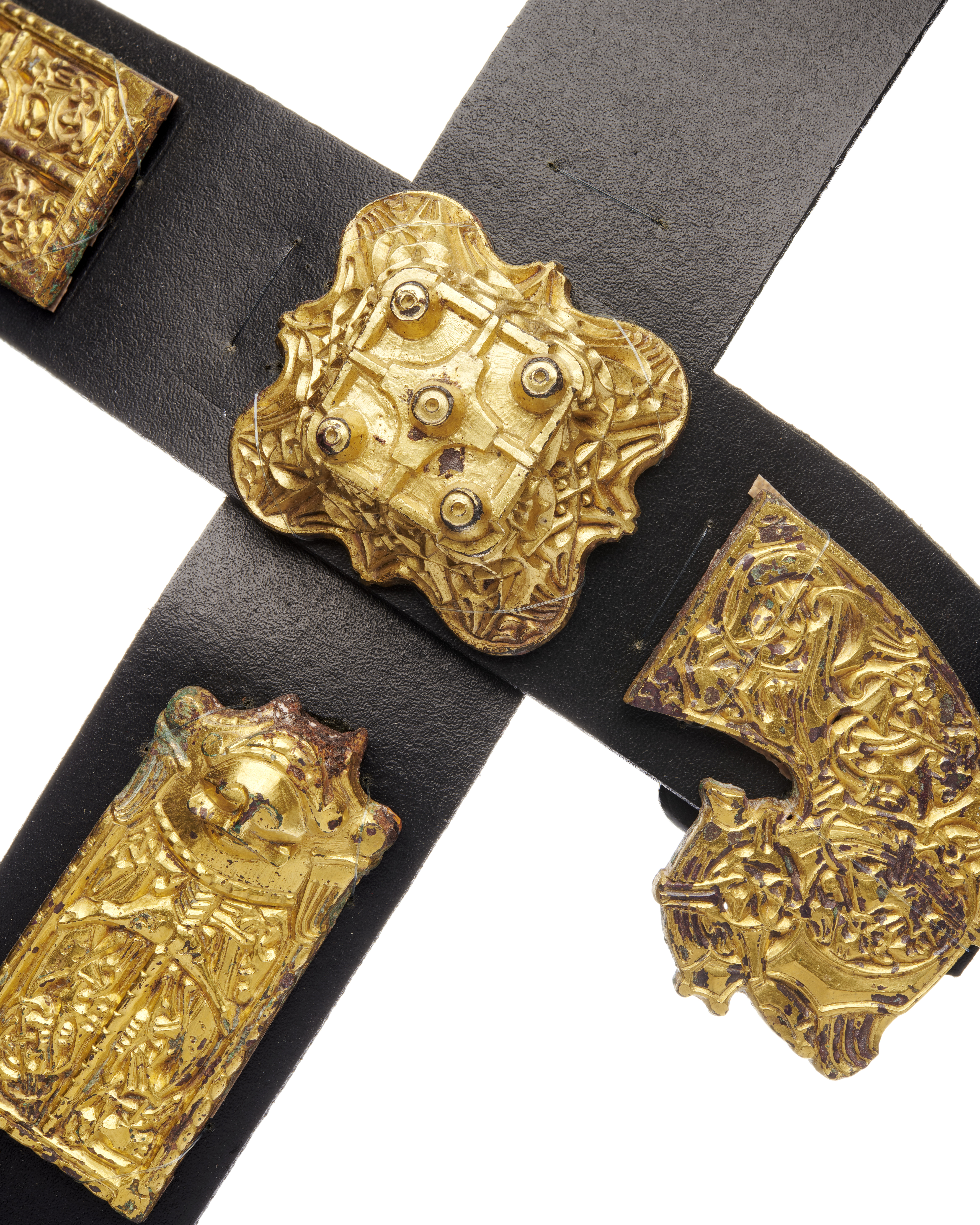
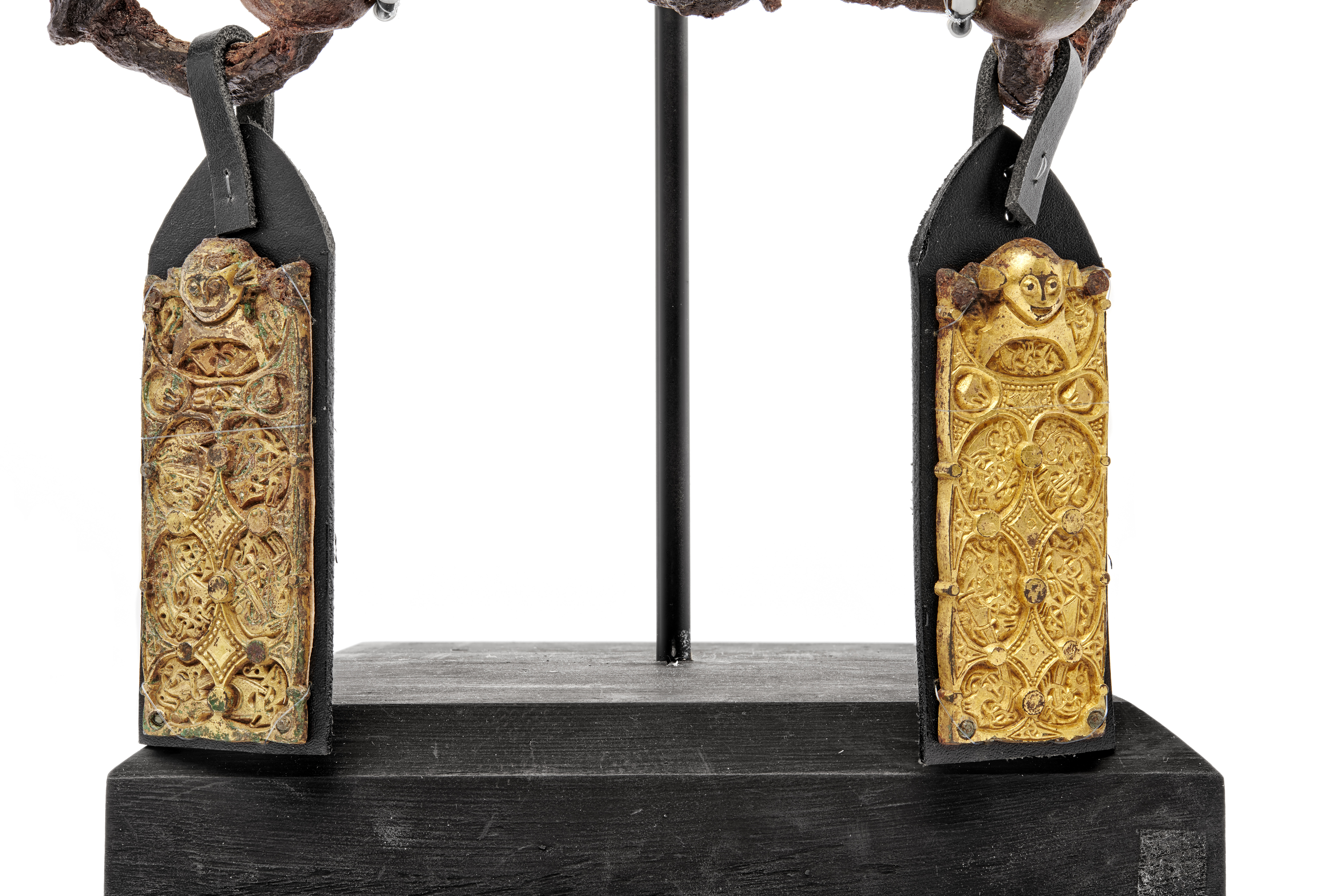